# تونجای اوزیلان
تونجای اوزیلان (به ترکی استانبولی: Tuncay Özilhan) (زاده ۹ ژوئیه ۱۹۴۷) کارآفرین، بازرگان و مدیر ارشد اجرایی ترکیه‌ای است، که در حال حاضر به‌عنوان مدیر عامل اجرایی شرکت کوکا-کولا ایچجک و رئیس هیئت مدیره شرکت آنادولو افس فعالیت می‌نماید.